# Great Addington
Great Addington är en by och en civil parish i kommunen North Northamptonshire i England. Orten har 327 invånare (2011). Byn nämndes i Domedagsboken (Domesday Book) år 1086, och kallades då Edintone.